# 앨리스 조이스
앨리스 조이스(Alice Joyce, 1890년 10월 1일 ~ 1955년 10월 9일)는 미국의 배우이다.